# Via della Maschera d'Oro
Via della Maschera d'Oro är en gata i Rione Ponte i Rom. Gatan löper från Vicolo di San Trifone till Piazza Lancellotti. 

## Beskrivning
Gatan är uppkallad efter en gyllene mask som tidigare smyckade fasaden till Palazzo Milesi. Palatsets ägare, Giovanni Antonio Milesi, lät i början av 1500-talet Polidoro da Caravaggio och Maturino da Firenze freskmåla fasaden med mytologiska scener. Dessa fresker kom dock att förfalla. Cherubino Alberti fick år 1576 i uppdrag att måla en gyllene mask på fasaden; denna målning har dock sedan länge gått förlorad.
Vid Via della Maschera d'Oro finns en madonnella, det vill säga en gatubild som framställer Jungfru Maria.

## Omgivningar
- Santa Maria dell'Anima
- Santa Maria della Divina Provvidenza a Ponte
- Santa Maria della Pace
- San Simeone Profeta
- Santi Simone e Giuda
- Casa di Fiammetta
- Fontana di Piazza di San Simeone
- Tor Sanguigna

Gator och gränder
- Via dei Coronari
- Via degli Acquasparta
- Piazza Fiammetta

## Bilder
| - Madonnella i hörnet vid Via della Maschera d'Oro och Via dell'Arco di Parma. - Casa di Fiammetta. - Palazzo Cesi-Gaddi. - Tor Sanguigna. |